# Avagina sublitoralis
Avagina sublitoralis är en plattmaskart som beskrevs av Faubel 1976. Avagina sublitoralis ingår i släktet Avagina och familjen Isodiametridae. Inga underarter finns listade i Catalogue of Life.